# Sexualitat infantil

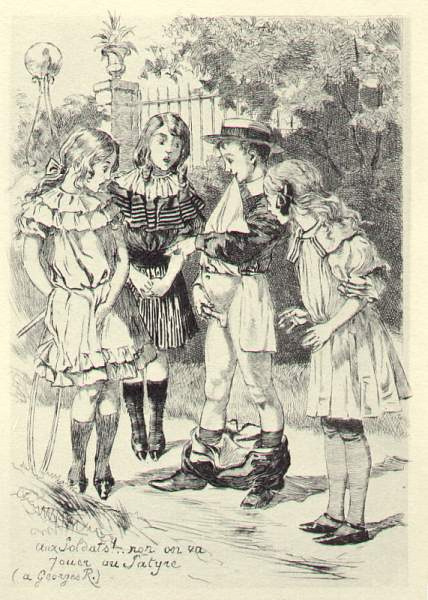
Dibuix de Martin Van Maele, 1905.

La sexualitat infantil és el conjunt de fenòmens que entren en el camp del desig sexual, la conducta i el desenvolupament físic i mental dels infants.
Sigmund Freud va revolucionar la percepció occidental de la infància amb la seva teoria psicoanalítica, pel fet que va ser el primer a sostenir, sobre bases científiques i, per tant, de manera clara i coherent, l'existència d'una sexualitat pròpia en els nens, que s'expressa principalment a través d'una sexualitat no genital, i en aquest sentit, doncs, diferent i específica respecte a la sexualitat adulta, però connectada a ella a través del principi del plaer, que és el seu motiu fonamental.

## Freud

### Cinc fases
Freud descriu el desenvolupament psicosexual del nen en 5 fases diferents: la fase oral, la fase anal i la fase fàl·lica, que culmina amb la resolució del complex d'Èdip en el nen i del complex d'Electra en la nena. Després hi ha una fase de latència fins a la fase genital de la pubertat. La tesi bàsica freudiana és que la sexualitat de l'infant (primers 6 anys de vida) és perversa polimorfa i que desenvolupa forts impulsos vers l'incest, sovint amb els progenitors del sexe oposat. El nen es veu obligat a aprofitar i sublimar aquest desig per tal de desenvolupar una sexualitat sana en l'edat adulta.

### Crítiques
Les teories de Freud es van desenvolupar en un context diferent al d'avui i algunes d'aquestes teories, com la de l'enveja provocada pel penis del pare en el nen, han estat superades; molts investigadors moderns les consideren obsoletes i el nucli del seu treball no sembla haver estat acceptat mai en la seva totalitat per la comunitat científica. Per raó d'això s'han realitzat diversos estudis, alguns complementaris a l'obra de Freud i d'altres que donen suport a les teories oposades, com en el cas de la psicologia perinatal, amb la seva investigació sobre el protomental.
Una qüestió específica és la de l'anomenat "escàndol Masson", una crítica des de dins de la mateixa institució psicoanalítica. Durant els primers anys de la dècada de 1980, Jeffrey Moussaieff Masson, en aquell temps director de Freud Archives, va sostenir que el model de desenvolupament psicosexual plantejat per Freud havia estat formulat per ignorar i negar-se a admetre l'abús sexual infantil, atribuint la realitat dels fets traumàtics a les fantasies del desig.

## Metodologia moderna d'estudi
Alfred Kinsey va realitzar el primer estudi a gran escala sobre el plaer sexual i va introduir relacions estadístiques sobre la masturbació infantil; els seus treballs constitueixen la major font de dades extretes d'entrevistes directes. No obstant això, la moderna metodologia d'estudi es basa en:
- L'observació d'infants tractats per trastorns conductuals, que sovint arriben a utilitzar els òrgans sexuals com a joguines sexuals.
- Sobre els records que tenen quan són adults.
- En les observacions dels cuidadors.

### Dues visions de base
Les teories sobre el desenvolupament sexual estan, en termes generals, dividides en dues escoles de pensament:
1. Les escoles d'inspiració freudiana i, per tant, psicoanalítica, que tendeixen a emfatitzar la biologia innata, segons les quals el desenvolupament sexual pot ser fomentat o pertorbat durant la infància. El desenvolupament sexual dels nens seria principalment un procés biològic i, per tant, substancialment similar en totes les cultures. Aquest punt de vista dibuixa un patró definit de desenvolupament sexual per satisfer la necessitat, fins i tot si aquest model pot estar influenciat per la cultura dominant. Aquest segueix sent l'enfocament més acceptat en l'estudi mèdic del desenvolupament infantil.

1. En els últims anys s'ha difós, principalment en entorns de parla anglesa, un enfocament alternatiu, que tendeix a emfatitzar la sexualitat com un constructe social, segons la qual la sexualitat dels nens estaria fortament influenciada pel domini de la societat sobre l'individu. Aquesta última escola fa servir sovint els termes "normatiu" (conducta culturalment apropriada)[2] i "no normatiu" (conducta culturalment no apropriada).

## Tres edats
L'observació es divideix en tres edats: segona infantesa (3-6 anys), infantesa (6-9 anys) i edat prepuberal (9-12 anys).

### Segona infantesa
Durant aquesta edat, l'infant sol estar àvid de respostes sobre "d'on venen els nens" i indaga per satisfer la curiositat sobre el cos dels altres nens o dels adults. A partir de l'edat de quatre anys, el nen sol manifestar inclinació física i emocional vers el progenitor del sexe contrari, comença a sentir pudor i a entendre la diferència entre plaer públic i privat.
Estudis recents realitzats a Suècia han validat que la pràctica de la masturbació en aquesta etapa és poc habitual, tot i que alguns nens comencen a tocar-se els genitals quan estan cansats o se senten incòmodes; aquesta circumstància, que tanmateix no s'ha de confondre necessàriament amb la masturbació, és més habitual en els mascles que en les femelles.

### Infantesa
En aquesta edat, el desenvolupament és considerablement diferent en funció del subjecte. El nen s'adona de les diferències lligades al gènere (masculí o femení) i l'elecció d'amics del mateix sexe esdevé gradualment més i més marcada, simultàniament i de manera similar a l'exclusió de l'altre sexe. L'atracció exclusiva vers el pare del sexe contrari és substituïda per una afecció més gran al pare del mateix sexe.
Augmenta la sensibilitat de la nena sobre els costums socials sobre el sexe, la nuesa i la intimitat. Els nens poden expressar un llenguatge de naturalesa sexual per provocar reaccions en els adults.

### Prepubertat
La masturbació esdevé habitual. Fins a la pubertat es poden tenir orgasmes secs, és a dir, sense ejaculació. La capacitat d'ejacular es desenvolupa gradualment, en un temps substancialment igual en totes les ètnies i cultures.